# Liên họ Ruồi đục quả
Tephritoidea là một liên họ côn trùng trong bộ Hai cánh. Liên họ này gồm các họ:
- Lonchaeidae - lance flies
- Pallopteridae - flutter flies
- Piophilidae - skippers
- Platystomatidae - signal flies
- Pyrgotidae
- Richardiidae
- Tephritidae - fruit flies
- Ulidiidae (Otitidae)

## Hình ảnh

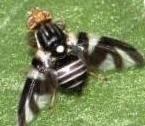